# Carmelo Florio
Carmelo Florio (Catania, 11 novembre 1887 – Catania, 23 settembre 1975) è stato uno scultore, decoratore e restauratore italiano.

## Biografia
Nacque da Rosa Carbone e Salvatore Florio. Si formò nell'allora celebre atelier cittadino diretto da Giulio Moschetti e Lorenzo Grasso. Per due anni risiedette a Tripoli, all'epoca capitale della colonia italiana, dove insegnò discipline plastiche presso la locale Scuola d'Arte e Mestieri. Tra il 1922 e il 1926 lavorò per l'architetto Francesco Fichera, al palazzo delle Poste e nel 1924 scolpì due putti nella facciata del garage Musmeci. Tutt'e due queste prove gli valgono una prolifica collaborazione con l'architetto e una fama che lo portano a numerosi incarichi pubblici e privati.
Nello stesso anno realizza, su commissione del circolo artistico di Catania, una targa d'argento posta sull'album d'onore all'attore Angelo Musco.
Tra un progetto e un altro ebbe modo di lavorare al Cimitero Monumentale, lo stesso dove fu poi sepolto in una tomba con motivi da lui scolpiti.
Si sposò il 18 febbraio 1928 con Concetta Grifone, ed ebbe due figli.

## Opere principali
- Allegoria del Tempo per la tomba Scuderi (1924);
- decorazione della tomba Fortuna, progettata da Francesco Fichera (1926-27);
- il Genio della Morte della tomba Di Stefano-Giuffrida;
- tomba Castiglione-Tirendi;
- varie decorazioni e ornamenti del palazzo delle Poste di Siracusa (1929-30);
- decorazioni esterne del cine-teatro Odeon (1930-31);
- rilievi e colonne per il palazzo della Borsa di Catania (1933);
- allegorie della Tragedia e della Commedia per villa Musco alla Barriera (1936);
- la statua di San Giuseppe sulla facciata della chiesa di San Giuseppe al Transito;
- i bassorilievi in gesso sopra gli ingressi delle aule del palazzo di Giustizia (1953);
- i bassorilievi della Via Crucis per la chiesa di San Pio X a Catania (1956-58);
- La Centauressa (1954);
- restauro di sculture e decorazioni plastiche del palazzo Biscari (1944) e del palazzo San Demetrio (1944).